# Caissargues
Caissargues är en kommun i departementet Gard i regionen Occitanien i södra Frankrike. Kommunen ligger i kantonen La Vistrenque som tillhör arrondissementet Nîmes. År 2022 hade Caissargues 4 077 invånare.

## Befolkningsutveckling
Antalet invånare i kommunen Caissargues
Referens:INSEE